# الإسلام في ساحل العاج
يُشكّل المسلمون نحو 43% من سكان ساحل العاج. في ساحل العاج يؤدي المسلمين الصلاة والصيام والزكاة وفقا لما تقتضيه تعاليم الإسلام والعديد يؤدون فريضة الحج باعتبارها أمر إلزامي. معظم المسلمين هم من أهل السنة والجماعة.
الطريقة الصوفية ساهمت في نشر الإسلام وهي أيضا منتشرة على نطاق واسع. توجد 4 طرق صوفية في البلاد أبرزها القادرية التي تأسست في القرن الحادي عشر والتجانية التي تأسست في القرن الثامن عشر وهي الأكثر شعبية. الطريقة القادرية هي السائدة في الغرب والتجانية في الشرق. لدى الحركة السنوسية المرتبطة بليبيا نفوذ كبير.
صاحب السلطة الدينية يسمى مرابط. ويعتقد أنه صانع المعجزات وطبيب وصوف. يحظى بالاحترام أيضا موزع التمائم التي يعتقد أهنا تحمي من يرتديها ضد الشر. ظهرت سلسلة من الحركات الإصلاحية المستوحاة من التحفظ والتزمت السلفية والتي نشأت في المملكة العربية السعودية في القرن التاسع عشر. هذه حركات الإصلاح في كثير من الأحيان أدت إلى إدانة الصوفية والمرابطين ووصفها بأنها غير إسلامية.

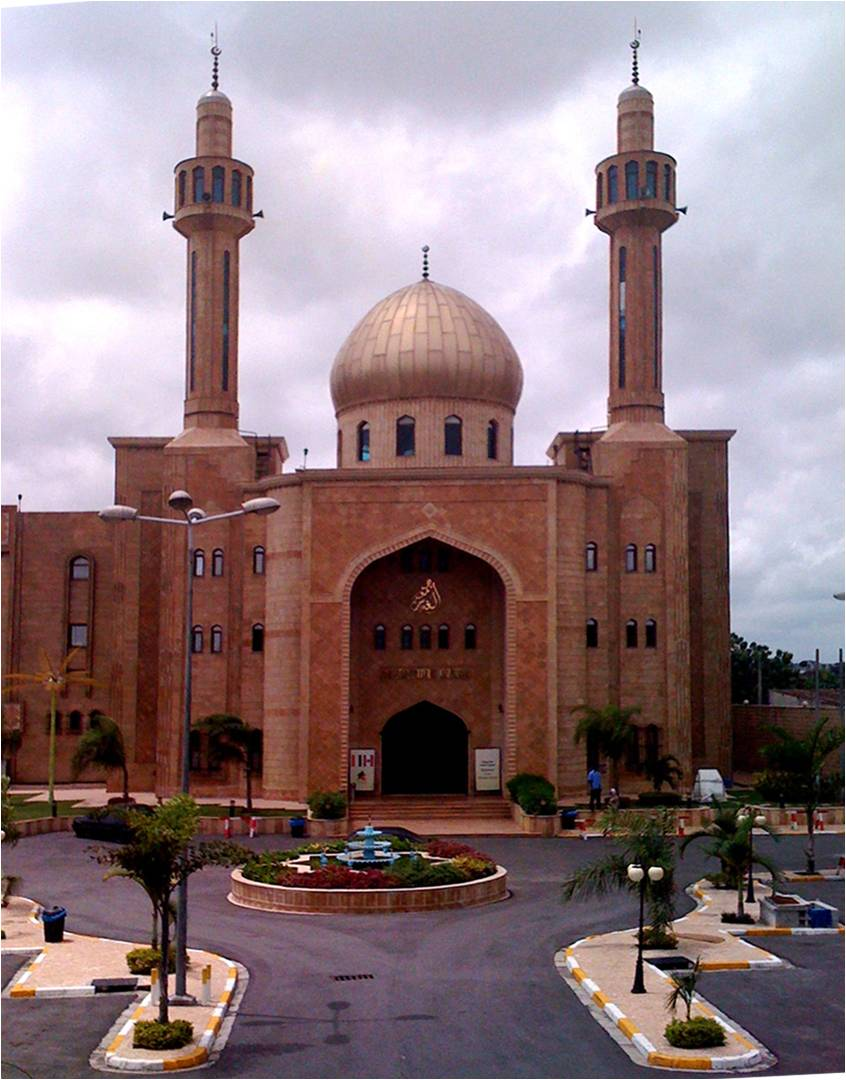
المركز الثقافي الإسلامي في ماركوري، ساحل العاج

بدأت طريقة حملاية باعتبارها حركة إصلاح إسلامية في السودان الفرنسية في وقت مبكر من القرن العشرين وقدمت شكل للتعبير عن السخط السياسي والديني. نُفي مؤسسها حملاية من السودان الفرنسية لساحل العاج خلال الثلاثينات. استطاعت الجمعيات المتطرفة أن تقنع السلطات الفرنسية في ساحل العاج بأن الحملاية كانت المسؤولة عن الانتفاضات السياسية في السودان الفرنسية في وقت سابق. قامت السلطات بطرد حملاية من ساحل العاج ومنعت تعاليمه.
وفقًا لمركز بيو للأبحاث فإن عدد الشيعة في ساحل العاج أقل من واحد بالمائة من إجمالي السكان المسلمين في ساحل العاج بينما وفقًا لموسوعة الإمام الحسين يبلغ عدد الشيعة في ساحل العاج حوالي خمسة بالمائة من إجمالي المسلمين في ساحل العاج.